# Acacia Gardens
Acacia Gardens ist ein Ort in New South Wales, Australien. Der Vorort von Sydney gehört zur Local Government Area Blacktown City.

## Geographie
Acacia Gardens liegt im Nordwesten der Metropolregion Sydney, rund 30 Kilometer Luftlinie von der Innenstadt entfernt.
Am südlichen Ortsrand verläuft der Motorway WestLink (M7).
Der Ort hat eine Fläche von lediglich einem Quadratkilometer. Mit 3668 Einwohnern ist er dicht besiedelt.

## Demographie
Mit Stand von 2021 hatte Acacia Gardens 3668 Einwohner, von denen 3183 die australische Staatsangehörigkeit besitzen.  35 Personen im Ort sind Aborigines. Weitere 7 Einwohner sind Torres-Strait-Insulaner.
In Acacia Gardens wohnen mit 611 Menschen (16,66 %) überdurchschnittlich viele Personen aus Indien (Landesweit: 2,65 %). Weitere Einwohner, die im Ausland geboren wurden, kommen aus den Philippinen (153), Sri Lanka (72) und Neuseeland (66).
Das Medianalter liegt bei 36 Jahren. Das mittlere Einkommen pro Person beträgt 1055 Australische Dollar, das mittlere Haushaltseinkommen liegt bei 2796 AUD, womit es zu den höheren Haushaltseinkommen im landesweiten Vergleich (1746 AUD) zählt.

## Öffentliche Einrichtungen

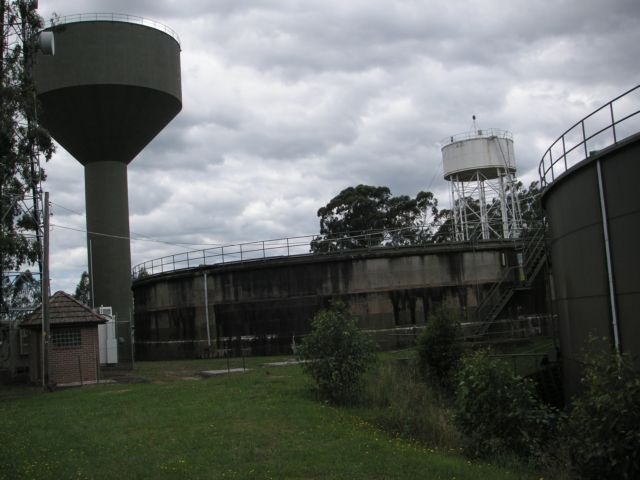
Wasserturm in Acia Gardens

In Acacia Gardens gibt es eine Schule, nämlich die Quakers Hill East Public School. Weiterhin gibt es zwei Parks.